# Benoît Costil
Pour les articles homonymes, voir Costil.
Benoît Costil, né le 3 juillet 1987 à Caen, dans le Calvados, est un footballeur international français qui évolue au poste de gardien de but.
Il est appelé pour la première fois en équipe de France en 2014 en tant que troisième gardien et garde cette place dans la hiérarchie lors de l'Euro 2016 où les Bleus sont finaliste. La même année, il joue son premier et unique match de sa carrière en équipe de France mais est de nouveau sélectionné à plusieurs reprise notamment lors de la phase finale de la Ligue des nations 2020-2021, qu'il remporte en tant que troisième gardien.

## Biographie

### Enfance et formation
Ses parents déménagent à Rots quand il est âgé de six mois. Il quitte Rots à l'âge de 17 ans, lorsqu'il passe professionnel au Stade Malherbe Caen et qu'il prend son indépendance.
Arrivé  au club en 1994 en provenance de Bretteville-l'Orgueilleuse, Benoît Costil est formé au Stade Malherbe de Caen. Le 15 juin 1997, il est finaliste de la Coupe nationale des poussins à Clairefontaine, s'inclinant en finale face à l'Olympique lyonnais de Karim Benzema, buteur ce jour-là.
Fin 2020, son nom est donné au stade de Rots.

### Débuts professionnels
Il démontre d'énormes qualités malgré son statut de gardien remplaçant, et fait partie des grands espoirs du club et de l'équipe de France. Il joue son premier match professionnel le 12 août 2005 en remplaçant Vincent Planté au cours du match opposant son équipe au Stade de Reims.
Le 19 mars 2007, il prolonge son contrat de trois ans avec le club normand, avec l'espoir de devenir titulaire dans le club de son cœur. Le club termine la saison à la seconde place du classement et accède à la Ligue 1.

### Révélation en Ligue 2
En juin 2008, il est prêté pour une saison au Vannes OC, pour trouver du temps de jeu et une place de titulaire. Il est titulaire en Ligue 2 et joue 27 matchs, seulement barré par une blessure au printemps. Il est crédité d'une bonne saison en Bretagne mais, de retour au Caen, il est libéré de sa dernière année de contrat avec le Stade Malherbe, qui lui préfère Alexis Thébaux en tant que gardien titulaire. Il totalise quinze matchs en trois saisons avec le club normand.
Le 17 juin 2009, Costil s'engage avec le CS Sedan-Ardennes, qui évolue alors en Ligue 2, pour deux saisons et une supplémentaire en cas de montée en Ligue 1. Il y retrouve Yohann Eudeline, lui aussi ancien caennais et joue son premier match avec sa nouvelle équipe en Coupe de la Ligue contre son club formateur, pour une victoire 2-0 des Sedanais après prolongation. Titulaire dans les cages ardennaises, il prend part à tous les matchs de son équipe toutes compétitions confondues durant la saison 2009-2010. Auteur d'une excellente saison sous ses nouvelles couleurs, il est élu Sedanais de l'année par les supporters et est logiquement nommé pour le trophée UNFP du meilleur gardien de but de Ligue 2. Il ne remporte pas ce trophée la première année, mais est sacré meilleur gardien de Ligue 2 en 2011 après une saison de très bonne qualité.

### Confirmation au Stade rennais
En fin de contrat dans les Ardennes, Benoît Costil signe un contrat de trois ans en faveur du Stade rennais FC le 14 juin 2011. Il réalise une saison 2011-2012 pleine puisqu'il prend part à 51 rencontres toutes compétitions confondues et joue ses premiers matchs européens en Coupe UEFA.

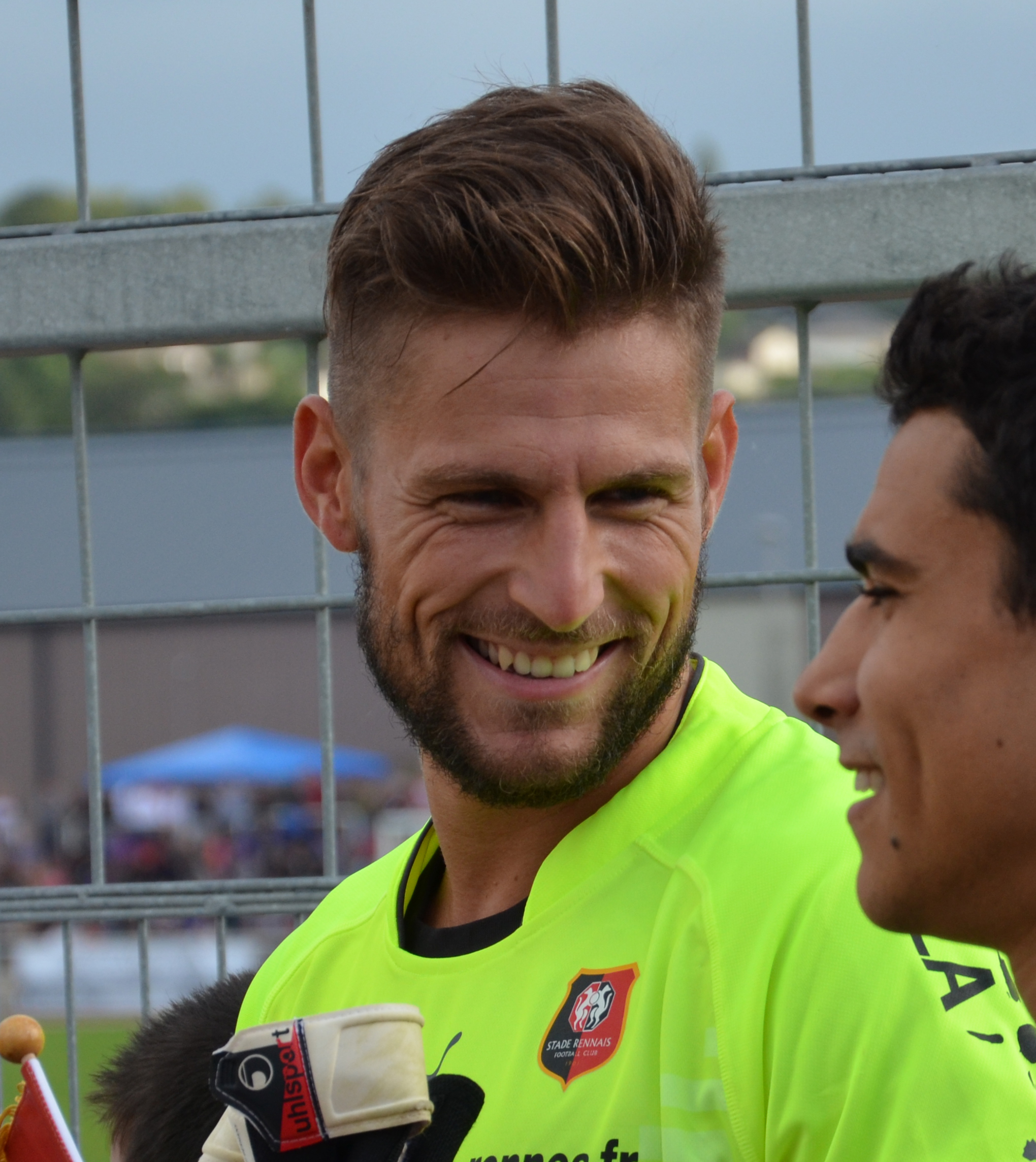
Costil avec Rennes en 2014.

Lors de sa seconde saison au club, il est finaliste de la Coupe de la Ligue en 2013 face à l'AS Saint-Étienne puis finaliste de la Coupe de France en 2014 face à l'En avant Guingamp.
Il joue son dernier match avec le Stade rennais le 20 mai 2017, étant en fin de contrat après six saisons en Bretagne. Un hommage lui est rendu par le club et ses supporters.

### Girondins de Bordeaux
Le 24 mai 2017, il s'engage pour une durée de quatre ans avec les Girondins de Bordeaux pour remplacer Cedric Carrasso. Lors de la saison 2018-2019, il est le délégué syndical de l'UNFP au sein des Girondins de Bordeaux.
Alors que son club est lanterne rouge lors de la saison 2021-2022 et pris à partie par une partie des supporters, il annonce à la suite de la défaite 0-2 face à Montpellier le 20 mars qu’il souhaite quitter les Girondins avant la fin de son contrat qui se termine en juin 2022.

### AJ Auxerre (2022-janvier 2023)
Le 15 juillet 2022, il s'engage libre de tout contrat à l'AJ Auxerre pour une saison, alors promu en Ligue 1. Étant sujet aux mauvaises critiques dues au nombre de buts encaissés (aucun clean sheet sur une demi saison) il décide de rompre son contrat et quitte le club au mercato d’hiver 2022-2023.

### LOSC Lille (2023)
Le 27 janvier 2023, en fin de contrat de 6 mois avec Auxerre, il rejoint gratuitement le LOSC pour un contrat jusqu'à la fin de saison. Depuis son transfert, il n’a disputé aucune rencontre avec Lille toutes compétitions confondues. Il quitte le club en juillet 2023 et signe à US Salernitana.

### Unione Sportiva Salernitana (2023-2024)
Fin juillet 2023, le joueur s'engage une saison en Série A à Salernitana en tant que doublure. Le joueur participera à 13 rencontres de championnat et sera titulaire lors des deux seules victoires de son équipe lors de l'exercice 2023/2024. Il ne renouvelle pas son contrat à la suite de la relégation de la formation italienne.

### En équipe nationale

#### Sélections jeunes
Benoît Costil est sélectionné dans toutes les équipes de jeunes sans exception depuis l'équipe de France des moins de 16 ans. Il remporte l'Euro 2004 avec l'équipe de France des moins de 17 ans après avoir été titulaire durant toutes les rencontres du championnat, et compte deux sélections en équipe de France espoirs.

#### Troisième gardien en A
Le 5 octobre 2014, Benoît Costil est convoqué pour la première fois en équipe de France A par Didier Deschamps, à la suite du forfait de Stéphane Ruffier, pour deux rencontres face au Portugal et à l'Arménie.
Le 21 mars 2015, Costil profite du forfait d'Hugo Lloris pour connaître sa deuxième convocation en Bleu. Il est ensuite convoqué avec les Bleus en novembre 2015 puis en mars 2016.
Benoît Costil fait partie de la liste des vingt-trois joueurs français sélectionnés pour disputer l'Euro 2016. Il ne prend part à aucun match et les Bleus s'inclinent en finale contre le Portugal.
Mi-novembre 2016, Steve Mandanda se blesse à l'entraînement la veille d'un match amical face à la Côte d'Ivoire. Cela offre à Benoît Costil sa première cape, durant laquelle il effectue un arrêt décisif (0-0).
Costil n'est pas retenu parmi les vingt-trois joueurs convoqués pour disputer la Coupe du monde 2018, mais fait partie de la liste des onze suppléants.
Fin août 2018, Costil est sélectionné dans la première liste donnée par Didier Deschamps après le Mondial 2018 à la suite du forfait de Steve Mandanda.
Début septembre 2020, il est convoqué en tant que troisième gardien (derrière Hugo Lloris et Mike Maignan), en équipe de France par Didier Deschamps pour affronter la Croatie dans le cadre de la Ligue des nations. Cette sélection fait de nouveau suite au forfait de Steve Mandanda, testé positif au Covid-19.
En octobre 2021, il remporte la Ligue des nations en tant que troisième gardien.

### Secrétaire du Vannes OC et Kings League France
En mars 2025, plusieurs mois après la fin de son contrat professionnel, Benoît Costil entame une nouvelle phase de sa carrière en devenant secrétaire du Vannes Olympique Club, pensionnaire de National 3. 
Parallèlement, il retrouve brièvement les terrains en participant à la première édition  de la Kings League France, une compétition de football à 7 mêlant sport et divertissement imaginée par Gerard Piqué. Il y évolue comme gardien de but au sein de l’équipe Foot 2 Rue, dirigée par Samir Nasri, Jérémy Menez et le streamer AmineMaTue.

## Style de jeu
En avril 2021, Benoît Costil est premier du classement des gardiens les plus efficaces sur penalty communiqué par la Ligue de football professionnel avec seize arrêts en 58 tirs subis depuis la saison 2008-2009, largement devant le second Steve Mandanda (onze). Pourtant, Benoît Costil doit attendre avant de faire son premier arrêt. À Caen, il encaisse les deux penaltys affrontés, puis les neuf avec Sedan en Ligue 2 et il doit attendre neuf échecs pour faire son premier arrêt avec Rennes. Depuis, il est devenu le 2ᵉ gardien en France à avoir le plus mauvais résultat en encaissant au moins un but lors de 31 rencontres consécutives (le record est détenu par Ochoa avec 32 matches)

## Statistiques

### Générales
| Saison                | Club                  | Championnat           | Championnat | Championnat | Coupe(s) nationale(s) | Coupe(s) nationale(s) | Compétition(s) continentale(s) | Compétition(s) continentale(s) | Compétition(s) continentale(s) | Total | Total |
| Saison                | Club                  | Division              | M.          | B.          | M.                    | B.                    | Comp.                          | M.                             | B.                             | M.    | B.    |
| 2005-2006             | SM Caen               | Ligue 2               | 4           | 0           | 4                     | 0                     | -                              | -                              | -                              | 8     | 0     |
| 2006-2007             | SM Caen               | Ligue 2               | 0           | 0           | 4                     | 0                     | -                              | -                              | -                              | 4     | 0     |
| 2007-2008             | SM Caen               | Ligue 1               | 5           | 0           | 2                     | 0                     | -                              | -                              | -                              | 7     | 0     |
| Sous-total            | Sous-total            | Sous-total            | 9           | 0           | 10                    | 0                     | -                              | -                              | -                              | 19    | 0     |
| 2008-2009             | Vannes OC (prêt)      | Ligue 2               | 27          | 0           | 0                     | 0                     | -                              | -                              | -                              | 27    | 0     |
| 2009-2010             | CS Sedan Ardennes     | Ligue 2               | 38          | 0           | 9                     | 0                     | -                              | -                              | -                              | 47    | 0     |
| 2010-2011             | CS Sedan Ardennes     | Ligue 2               | 38          | 0           | 4                     | 0                     | -                              | -                              | --                             | 42    | 0     |
| Sous-total            | Sous-total            | Sous-total            | 76          | 0           | 13                    | 0                     | -                              | -                              | -                              | 89    | 0     |
| 2011-2012             | Stade rennais FC      | Ligue 1               | 37          | 0           | 5                     | 0                     | C3                             | 9                              | 0                              | 51    | 0     |
| 2012-2013             | Stade rennais FC      | Ligue 1               | 37          | 0           | 5                     | 0                     | -                              | -                              | -                              | 42    | 0     |
| 2013-2014             | Stade rennais FC      | Ligue 1               | 38          | 0           | 6                     | 0                     | -                              | -                              | -                              | 44    | 0     |
| 2014-2015             | Stade rennais FC      | Ligue 1               | 38          | 0           | 6                     | 0                     | -                              | -                              | -                              | 44    | 0     |
| 2015-2016             | Stade rennais FC      | Ligue 1               | 31          | 0           | 2                     | 0                     | -                              | -                              | -                              | 33    | 0     |
| 2016-2017             | Stade rennais FC      | Ligue 1               | 38          | 0           | 3                     | 0                     | -                              | -                              | -                              | 41    | 0     |
| Sous-total            | Sous-total            | Sous-total            | 219         | 0           | 27                    | 0                     | -                              | 9                              | 0                              | 255   | 0     |
| 2017-2018             | Girondins de Bordeaux | Ligue 1               | 36          | 0           | 1                     | 0                     | C3                             | 2                              | 0                              | 39    | 0     |
| 2018-2019             | Girondins de Bordeaux | Ligue 1               | 37          | 0           | 2                     | 0                     | C3                             | 12                             | 0                              | 51    | 0     |
| 2019-2020             | Girondins de Bordeaux | Ligue 1               | 28          | 0           | 1                     | 0                     | -                              | -                              | -                              | 29    | 0     |
| 2020-2021             | Girondins de Bordeaux | Ligue 1               | 38          | 0           | 0                     | 0                     | -                              | -                              | -                              | 38    | 0     |
| 2021-2022             | Girondins de Bordeaux | Ligue 1               | 25          | 0           | 0                     | 0                     | -                              | -                              | -                              | 25    | 0     |
| Sous-total            | Sous-total            | Sous-total            | 164         | 0           | 4                     | 0                     | -                              | 14                             | 0                              | 182   | 0     |
| 2022-2023             | AJ Auxerre            | Ligue 1               | 19          | 0           | -                     | -                     | -                              | -                              | -                              | 19    | 0     |
| 2022-2023             | LOSC Lille            | Ligue 1               | 0           | 0           | -                     | -                     | -                              | -                              | -                              | 0     | 0     |
| 2023-2024             | US Salernitana        | Serie A               | 13          | 0           | 2                     | 0                     | -                              | -                              | -                              | 15    | 0     |
| Total sur la carrière | Total sur la carrière | Total sur la carrière | 527         | 0           | 56                    | 0                     | -                              | 23                             | 0                              | 606   | 0     |

### En sélection nationale
| Saison                | Sélection             | Phases finales              | Phases finales | Phases finales | Éliminatoires | Éliminatoires | Matchs amicaux | Matchs amicaux | Total | Total |
| Saison                | Sélection             | Compétition                 | M              | B              | M             | B             | M              | B              | M     | B     |
| --------------------- | --------------------- | --------------------------- | -------------- | -------------- | ------------- | ------------- | -------------- | -------------- | ----- | ----- |
| 2015-2016             | France                | Euro 2016                   | 0              | 0              | -             | -             | -              | -              | 0     | 0     |
| 2016-2017             | France                | -                           | -              | -              | -             | -             | 1              | 0              | 1     | 0     |
| 2021-2022             | France                | Ligue des nations 2020-2021 | 0              | 0              | -             | -             | -              | -              | 0     | 0     |
| Total sur la carrière | Total sur la carrière | Total sur la carrière       | 0              | 0              | -             | -             | 1              | 0              | 1     | 0     |

### Matchs internationaux
| Matchs internationaux de Benoît Costil | Matchs internationaux de Benoît Costil | Matchs internationaux de Benoît Costil | Matchs internationaux de Benoît Costil | Matchs internationaux de Benoît Costil | Matchs internationaux de Benoît Costil | Matchs internationaux de Benoît Costil |
|                                        | Date                                   | Lieu                                   | Adversaire                             | Résultat                               | Compétition                            | Notes                                  |
| -------------------------------------- | -------------------------------------- | -------------------------------------- | -------------------------------------- | -------------------------------------- | -------------------------------------- | -------------------------------------- |
| 1                                      | 15 novembre 2016                       | Stade Bollaert-Delelis, Lens, France   | Côte d'Ivoire                          | 0 - 0                                  | Match amical                           | Titulaire.                             |

## Palmarès

### En club
| Stade rennais FC                                                            |
| --------------------------------------------------------------------------- |
| - Coupe de France - Finaliste : 2014 - Coupe de la Ligue - Finaliste : 2013 |

### En sélection
| Équipe de France -17 ans (1)      | Équipe de France espoirs (1)         | Équipe de France (1)                                                             |
| --------------------------------- | ------------------------------------ | -------------------------------------------------------------------------------- |
| - Euro -17 ans - Vainqueur : 2004 | - Tournoi de Toulon - Vainqueur 2007 | - Ligue des nations - Vainqueur : 2021 - Championnat d'Europe - Finaliste : 2016 |

### Distinctions individuelles
- Élu meilleur gardien de Ligue 2 en 2011
- Membre de l'équipe-type de Ligue 2 en 2011
- Étoile d'Or France Football du meilleur gardien de Ligue 1 en 2014